# Lost (gruppo musicale)
I Lost sono un gruppo italiano composto da due ragazzi provenienti da Vicenza.

## Storia
I Lost nascono ufficialmente nell'estate 2003 dall'amicizia tra il cantante Walter Fontana e il chitarrista Roberto Visentin. Successivamente tramite amicizie a catena entrano a far parte della band il batterista Filippo Spezzapria, il bassista Matthew Miller e il chitarrista Giulio Dalla Stella. Dopo un paio di mesi dalla formazione arriva il primo ingaggio presso un festival cittadino. Nel 2006 alcune incomprensioni con Matthew fanno arrivare al basso Luca Donazzan. La pubblicazione del demo del brano My (?) su MySpace nel 2006 riscuote un inaspettato successo tra gli utenti del social network. Così, nel settembre del 2006, i Lost firmano un contratto per la casa di produzione Bass Department Records di Matteo Franzan che diventerà così il loro produttore, seguendoli da allora nella loro crescita artistica e professionale. Nell'estate 2007 il gruppo si iscrive al Cornetto Free Music Audition e viene selezionato per la diretta del programma musicale TRL Extra Live di Bari. Grazie a questa manifestazione e alla registrazione del videoclip Oggi, l'etichetta discografica Carosello decide di scritturarli.
A fine 2008 Giulio Dalla Stella (ex chitarrista) lascia il gruppo per continuare gli studi all'università.

### Il successo e il momentaneo scioglimento
Il singolo Oggi esce il 15 novembre 2007 e la settimana seguente entra al ventisettesimo posto della classifica di vendita, in Italia, grazie soprattutto alla promozione alla trasmissione di MTV Total Request Live. A fine anno i Lost vengono nominati come il miglior gruppo "riempipiazza 2007" italiano, a fianco di altri artisti italiani e internazionali.Con il nuovo anno la band pubblica il secondo singolo Tra pioggia e nuvole, ancora promosso da TRL.
Il 25 gennaio 2008 viene pubblicato il loro primo album XD, nome che rappresenta un omaggio al web dove la band si è fatta conoscere. Il disco arriva alla ventisettesima posizione della classifica di vendite italiana. Dopo l'uscita dell'album inizia il loro primo tour italiano: XD Live Tour 2.0. Sin dall'inizio il gruppo ha avuto un contatto diretto con i suoi ascoltatori tramite internet, con diverse iniziative realizzate esclusivamente per la rete, attraverso il loro sito e il loro spazio su MySpace. Tra queste Live 2.0, che prevede la partecipazione di un fan (il "reporter") che, seguendo la band per tutta una data del loro tour, riporta sul sito le sue sensazioni e quelle del gruppo.
Nel febbraio 2008 i Lost hanno lanciato un podcast ufficiale nel quale vengono pubblicati filmati di backstage e tutto quello che riguarda la band al di fuori dell'esibizione live. Nell'estate del 2008 i Lost hanno aperto gli spettacoli di due date del tour italiano dei Tokio Hotel a Roma e Modena, dopo aver aperto in precedenza la data milanese dei Simple Plan.Nel novembre del 2008 realizzando il loro primo CD + DVD grazie ad MTV intitolato Lost Live@Mtv, trainato dal singolo Nel silenzio, che debutta direttamente alla numero uno dei DVD più venduti in Italia, rimanendo stabile anche nella seconda settimana.
Nel mese di marzo inoltre viene riconosciuto il "DVD di platino" per le vendite.

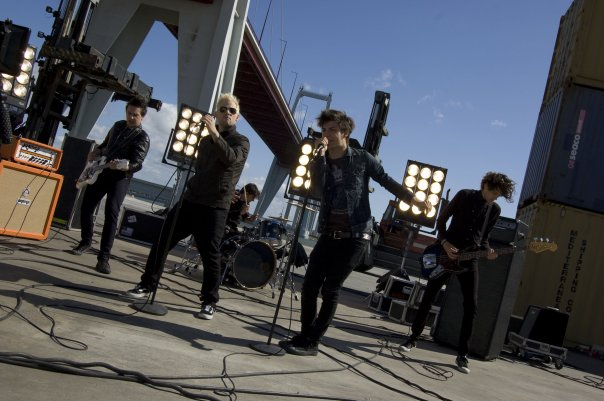
I Lost sul set del video "Sulla mia pelle" con il cantante dei Good Charlotte, Joel Madden.

Il 16 maggio 2009, hanno partecipato ai TRL Awards 2009, sono stati nominati in ben 4 categorie: Best #1 Of The Year, Best TRL Artist Of The Year, Best Riempipiazza, Best Band, portandosi a casa il premio Best Band.
Il secondo album dei Lost, intitolato Sospeso, è uscito il 29 maggio 2009. Il singolo di apripista del disco è Sulla mia pelle che vede la partecipazione di Joel Madden dei Good Charlotte.
Nel mese di luglio, il cd Sospeso viene riconosciuto come disco d'oro. Successivamente, il 7 settembre 2009, partecipano come guest star ad una puntata della fiction di Rai 2 L'ispettore Coliandro. Inoltre, sono stati premiati come Best Italian Act per l'MTV Europe Music Awards 2009, svoltosi a Berlino.
Il 4 maggio 2010, esce il loro terzo album Allora sia buon viaggio, composto da 11 tracce tra cui un brano completamente strumentale. Per la scrittura di alcuni testi, il cantante Walter Fontana ha collaborato con il cantautore Niccolò Agliardi.
Il singolo L'applauso del cielo fa colonna sonora al film Una canzone per te di Herbert Simone Paragnani, prodotto in collaborazione con MTV. In questo film i Lost fanno un piccolo cameo, interpretando loro stessi.
L'8 maggio 2010 i Lost partecipano ai TRL Awards di Genova, dove sono nominati in 3 categorie: best fan club, best band e best trl video, vincendo nella categoria "Best Fan Club". Nello stesso mese e anno esce il singolo Il cantante.
Nel 2011 i Lost dichiarano di volersi prendere una pausa dalle scene. Nel mese di aprile Walter Fontana, tramite un comunicato stampa, ufficializza la sua carriera da solista. Conseguentemente a questa decisione, nell'ultima settimana di luglio 2011, Roberto Visentin e Luca Donazzan annunciano la formazione di un nuovo gruppo musicale: Lavinia.
Il 13 maggio 2016 Walter Fontana ha pubblicato il suo primo disco da solista intitolato Sono qui. Alcuni giorni prima dell'uscita del disco è stato presentato il singolo Perfetto con la partecipazione di Jethro Sheeran ed il videoclip diretto da Vittorio Brumotti.

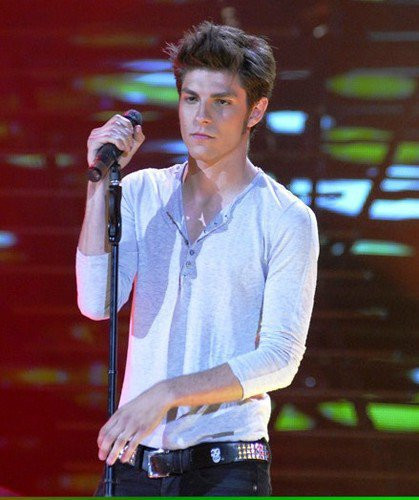
Walter Fontana, frontman e fondatore della band

Il 4 dicembre 2017 (dopo circa 7 anni dall'ultima comparsa) i Lost pubblicano sulla propria pagina Facebook la locandina di un nuovo concerto svoltosi il 22 dicembre 2017 al "Revolution Club" di Molvena (VI) in cui la band si è esibita senza lo storico batterista Filippo Spezzapria.

### Il ritorno

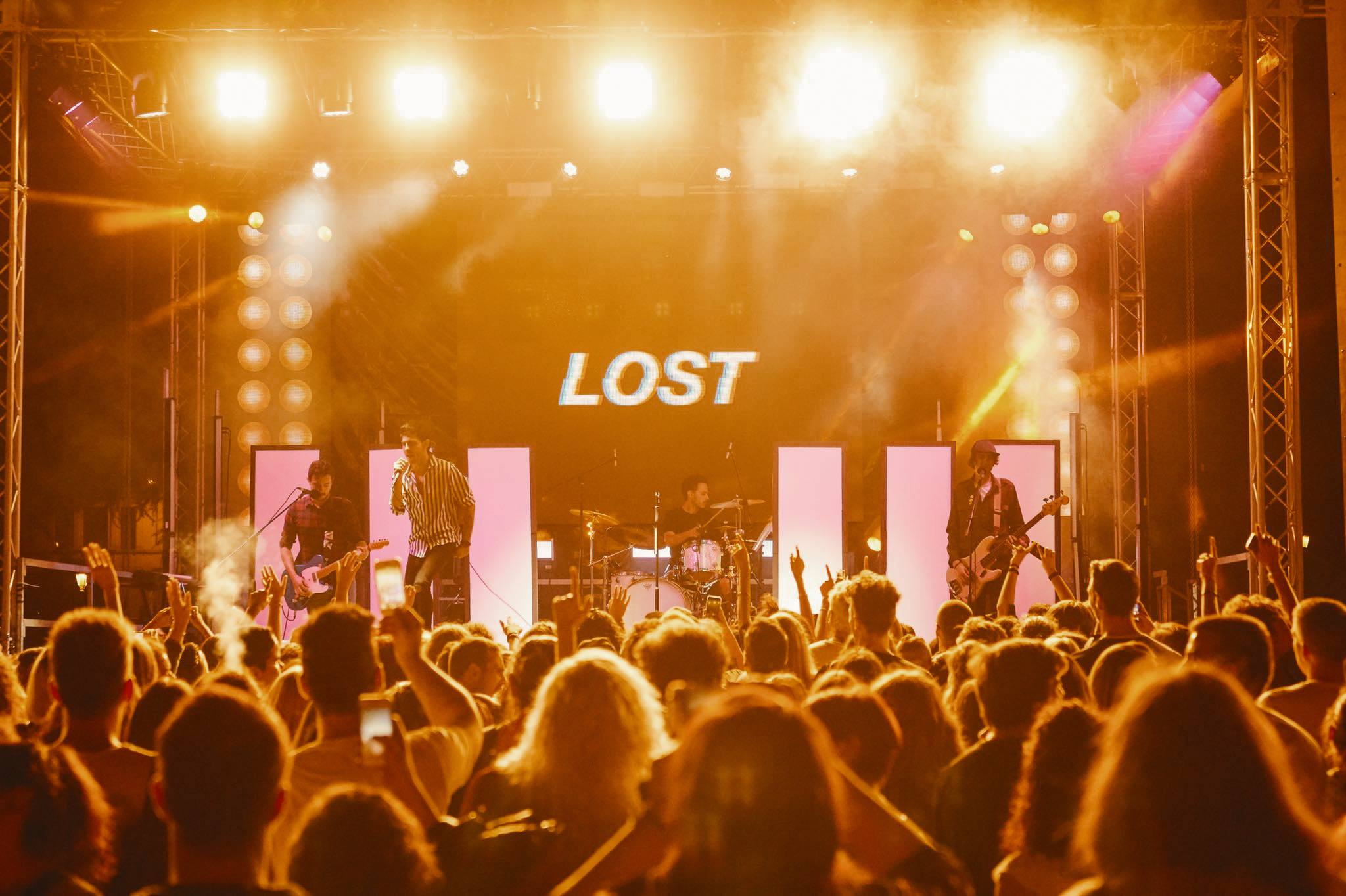
I Lost sul palco del VIVI Festival a settembre 2018

Il 4 aprile 2018 i Lost attraverso i propri account social network comunicano ufficialmente il loro ritorno.
A partire dal 15 aprile 2018 tutti gli album dei Lost sono disponibili sulla piattaforma Spotify.
Il 18 aprile 2018 i Lost comunicano la loro primissima data dopo la reunion. Si esibiranno nella città natale del gruppo, Thiene (VI), il 21 giugno 2018 in Piazza Chilesotti alle ore 21:35.
Il 29 maggio 2019 (11 anni dopo l'uscita del singolo Standby) esce il nuovo singolo Una canzone buona.
Il 12 dicembre 2019 esce il nuovo singolo I suoi vent'anni che segna una svolta musicale per la band.
Il 15 gennaio 2021 esce il nuovo singolo Banksy.
Il 9 aprile 2021 esce il singolo Come ci siamo arrivati.
Il 23 luglio 2021 esce il singolo Sole tropicale che vede la collaborazione con la cantautrice Giorgieness.
L'11 novembre 2022 esce il singolo Fuori posto.
Il 16 dicembre 2022 esce il singolo La nostra rivoluzione.
Il 13 gennaio 2023 esce il nuovo singolo Come ogni venerdì, in collaborazione con i Dari, amici di lunga data. Insieme a loro danno vita al "Degeneration Tour", in partenza in primavera. Il 7 luglio esce il singolo Siamo persi. Il 15 marzo esce il singolo Io non sono come te.
Il 24 maggio 2024 esce l'album Sbagliare sognare.

## Formazione

### Formazione attuale
- Walter Fontana – voce
- Roberto Visentin – chitarra
- Pietro Bigatello – batteria

### Ex componenti
- Matthew Miller - basso
- Giulio Dalla Stella – chitarra
- Filippo Spezzapria – batteria
- Luca Donazzan – basso

### Ex turnisti
- Davide Eulogi – batteria
- Fabio De Angelis – batteria
- Alessandro Michelazzo – batteria
- Leonardo Minati – drum pad
- Francesco Marescotti – tastiera
- Matteo Berto – basso

## Discografia

### Album in studio
- 2006 – Sweet Memories to Still Believe
- 2008 – XD
- 2009 – Sospeso
- 2010 – Allora sia buon viaggio
- 2024 – Sbagliare sognare

### Album dal vivo
- 2008 – Lost live @ mtv.it

### Singoli
- 2006 – My (?)
- 2007 – Oggi
- 2008 – Tra pioggia e nuvole
- 2008 – Standby
- 2008 – Nel silenzio
- 2008 – Ascolta
- 2009 – Sulla mia pelle (feat. Joel Madden)
- 2009 – Sopra il mondo
- 2010 – L'applauso del cielo
- 2010 – Il cantante
- 2019 – Una canzone buona
- 2019 – I suoi vent'anni
- 2021 – Banksy
- 2021 – Come ci siamo arrivati
- 2021 – Sole tropicale (feat. Giorgieness)
- 2022 – Fuori posto
- 2022 – La nostra rivoluzione
- 2023 – Come ogni venerdì (feat. Dari)
- 2023 – Siamo persi
- 2023 – Attacchi di panico
- 2024 – Noi
- 2024 – Io non sono come te

Collaborazioni
- 2020 – Tra le mani un sogno (con Calcio Schio)

## Videografia

### Video musicali
| Anno | Titolo                              | Regista/i        |
| ---- | ----------------------------------- | ---------------- |
| 2006 | My (?)                              | Massimo Vincenzi |
| 2007 | Oggi                                | Stefano Bertelli |
| 2008 | Tra pioggia e nuvole                | Gaetano Morbioli |
| 2008 | Standby                             | Gaetano Morbioli |
| 2008 | Nel silenzio                        | Gaetano Morbioli |
| 2009 | Sulla mia pelle (feat. Joel Madden) | Gaetano Morbioli |
| 2009 | Sopra il mondo                      | Gaetano Morbioli |
| 2010 | L'applauso del cielo                | Cosimo Alemà     |
| 2010 | Il cantante                         | Gabriele Paoli   |
| 2023 | Come ogni venerdì                   | Carlo Logisci    |
| 2023 | Attacchi di panico                  | Luca Piludu      |
|      |                                     |                  |

## Filmografia

### Televisione
- L'ispettore Coliandro – serie TV, episodio 3x02 (2009)
- Una canzone per te, regia di Herbert Simone Paragnani (2010)

## Premi
- 2009 – Wind Music Award - F.I.M.I. Award per Giovani Artisti
- 2009 – Best Band - TRL awards 2009
- 2009 – MTV Europe Music Awards - Best Italian Act
- 2010 – Wind Music Award - F.I.M.I. Award per Giovani Artisti
- 2010 – Best Fan Club - TRL awards 2010